# Aysenia elongata
Aysenia elongata är en spindelart som beskrevs av Albert Tullgren 1902. Aysenia elongata ingår i släktet Aysenia och familjen spökspindlar. Inga underarter finns listade.